# Blackie (gitarr)

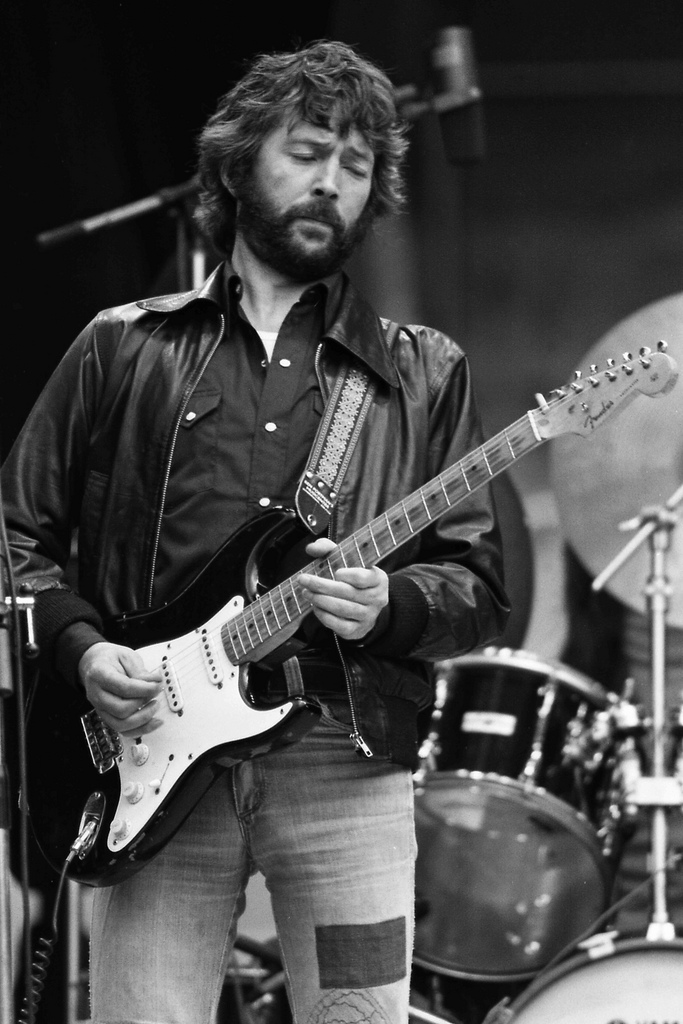
Clapton med "Blackie", 1978.

Blackie är smeknamnet på Eric Claptons favorit Fender Stratocaster.

## Bakgrund
År 1970 bytte Clapton från Gibson-gitarrer till Fender Stratocasters, mycket till följd av påverkan från Jimi Hendrix och Blind Faith-bandkamraten Steve Winwood. Sin första Stratocaster, vars bruntonade soltrålemönster ledde till att han gav den smeknamnet "Brownie", använde han på albumen Eric Clapton och Layla and Other Assorted Love Songs.
Samma år hittade Clapton gitarraffären Sho-Bud i Nashville, Tennessee, där han köpte sex stycken 1950-tals Stratocasters för två eller tre hundra amerikanska dollar styck. Efter att ha gett en till George Harrison, Pete Townshend och Steve Winwood tog han de bästa delarna av de återstående tre (byggda c. 1956 och 1957) och Ted Newman Jones satte ihop "Blackie", som fick namnet för sin svarta finish.
Den 13 januari 1973 på Rainbow Concert spelade Clapton sin första konsert på Blackie. Clapton skulle spela Blackie i många år på och utanför scenen (som då han gästade The Last Waltz). Slutligen, efter Behind The Sun-turnén 1985, blev Blackie pensionerad på grund av halsproblem.

## Signaturmodeller
1988 släppte Fender modellen Eric Clapton Stratocaster, enligt Claptons specifikationer. Han började spela på sin nya signaturmodell strax efter. I november 2006 meddelade Fender att de skulle producera en begränsad upplaga på 275 stycken nyutgåvor av Blackie, tillverkade av Fender Custom Shop, identiska med originalet. Gitarrerna sålde slut på ett par minuter.